# Бергстрём, Хенрик
Юхан Хенрик Фростер Бергстрём (швед. Johan Henrik Froster Bergström; Пустой шаблон {{ВД-Преамбула}} ) — шведский футболист, полузащитник. Выступал за национальную сборную Швеции.

## Биография
Родился 19 января 1889 года в Гётеборг.
Выступал за «Эргрюте», в составе которого дважды становился чемпионом Швеции. В финальном матче 1909 года против «Юргордена» забил один из мячей. В 1908 году сыграл несколько матчей за «Гётеборг» на правах аренды.
6 ноября 1910 года дебютировал за национальную сборную Швеции в товарищеском матче с Англией. Встреча прошла на стадионе в Кингстон-апон-Халле и завершилась победой англичан со счётом 7:0. Эта игра осталась единственный для Хенрика Бергстрёма за сборную.
Умер 13 октября 1945 года.

## Личная жизнь
Братья Хенрика также играли в футбол. Густав и Эрик выступали за «Эргрюте» и сборную Швеции, а Георг выступал за «Эргрюте».

## Достижения
Эргрюте
- Чемпион Швеции: 1907, 1909